# Бик (будівництво)

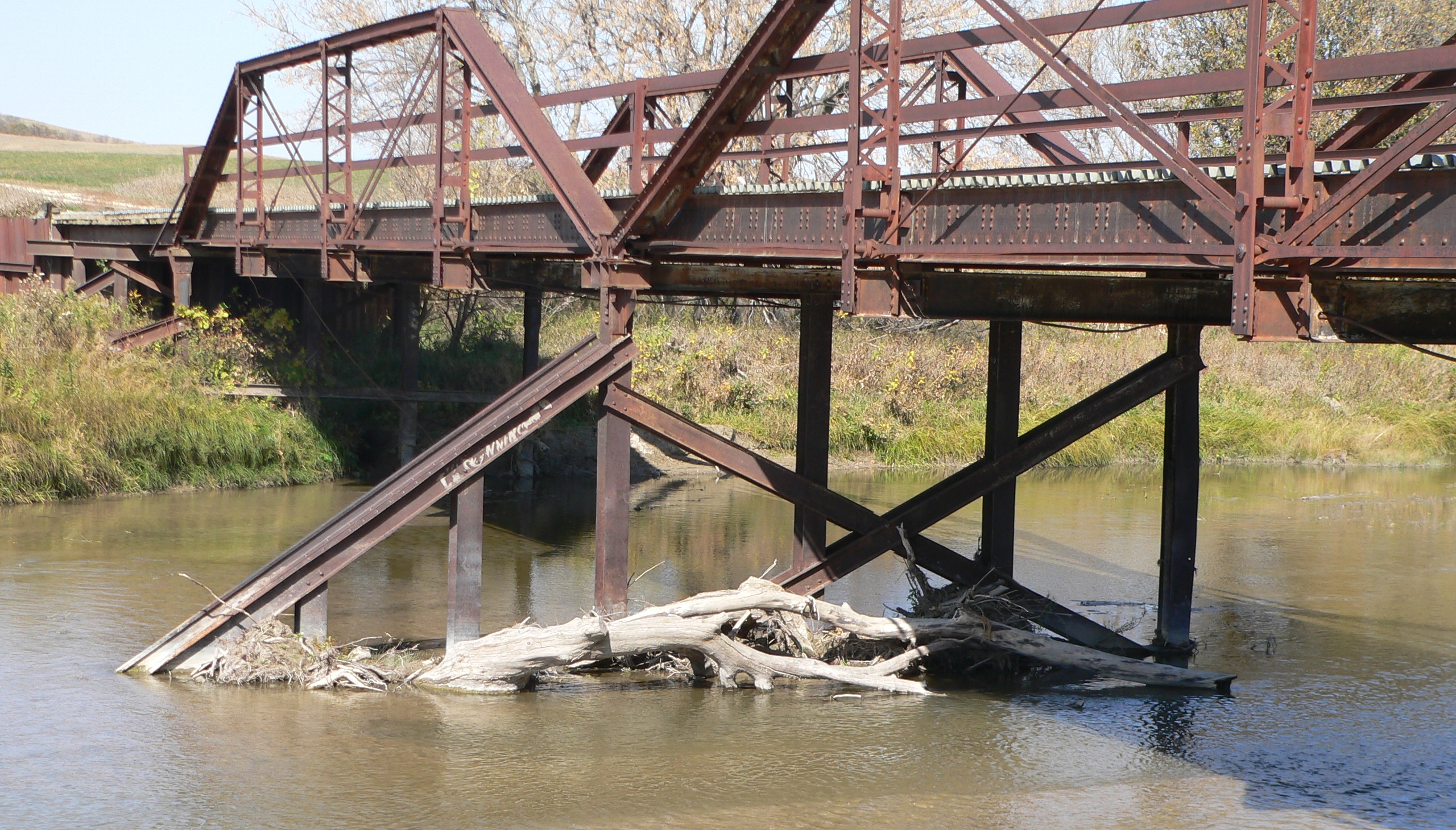

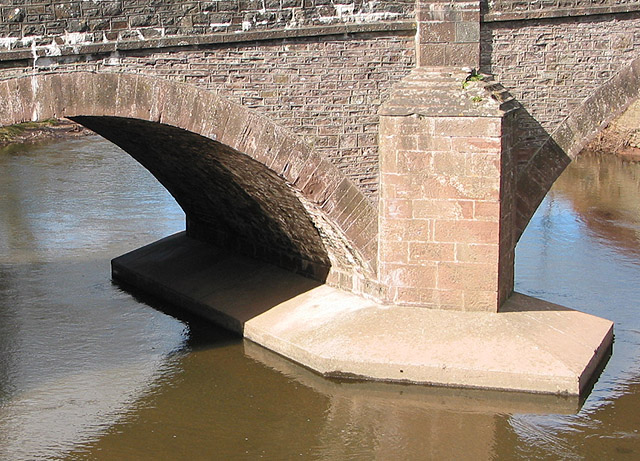
Унизу — льодоріз

Бик — проміжна опора мосту, споруджена з каменю, бетону або бутобетону, а для тимчасових мостів — з дерева.
Бики, розміщені в річках, мають обтічну форму і там, де сильні льодоходи, захищені льодорізами. При спорудженні фундаментів биків враховується можливість розмиву дна ріки.